# Shroud
Michael Grzesiek (2 de junho de 1994), mais conhecido como Shroud, é um streamer canadense, youtuber e ex-jogador profissional de Valorant e de Counter-Strike: Global Offensive. Em abril de 2022, seu canal na Twitch alcançou mais de 10 milhões de seguidores, sendo o oitavo canal mais seguido na plataforma. Já o seu canal no YouTube tem mais de 6,79 milhões de inscritos.

## Vida pessoal
Nascido em Toronto, Canadá, de descendência polaca, mora nos Estados Unidos há vários anos. Em 2021, ele comprou uma casa de US$ 9,4 milhões em Los Angeles, onde atualmente mora com sua namorada, Hannah Kenney, conhecida também como Bnans pelos fãs.

## Carreira

### Counter-Strike: Ofensiva Global
Grzesiek iniciou sua carreira em Counter-Strike: Global Offensive (CS:GO) com diversas equipes da E-Sports Entertainment Association League (ESEA), especialmente Exertus eSports e Manajuma. Ele logo foi contratado pela compLexity Gaming como substituto e, mais tarde, pela Cloud9 em agosto de 2014, quando adquiriram a escalação da compLexity. Ele ajudou a levar Cloud9 ao primeiro lugar na 4ª temporada da ESL Pro League em 2016. Ele deixou o elenco inicial em 2017 para passar para o streaming em tempo integral para Cloud9.

### Streaming e desenvolvimento de conteúdo
Em 18 de abril de 2018, Grzesiek deixou a Cloud9 e se afastou do torneiro de Counter-Strike: Global Offensive.
Em 10 de março de 2019, alcançou 100.000 assinantes do Twitch, ganhando outros 14.000 no dia seguinte, fazendo com que seu assinante contasse mais do que o dobro do streamer, com o segundo maior número na época, TimTheTatman.
Em 22 de junho de 2020, a Microsoft anunciou que encerraria o Mixer e, em vez disso, faria parceria com o Facebook Gaming. Foi constatado que Grzesiek recebeu uma oferta do Facebook que teria excedido financeiramente a da Mixer. O streamer recusou a oferta e recebeu o restante do pagamento do contrato atual.
Em 11 de agosto de 2020, Grzesiek disse que voltaria a transmitir exclusivamente no Twitch. Sua primeira transmissão no dia seguinte atingiu mais de 516.000 espectadores.

### Valorant
Em 8 de julho de 2022, Grzesiek assinou um contrato com a Sentinels como jogador de esporte eletrônico de Valorant.

## Prêmios e indicações
| Data      | Prêmio              | Categoria                          | Resultado | Ref.   |
| --------- | ------------------- | ---------------------------------- | --------- | ------ |
| 2017      | The Game Awards     | Trending Gamer                     | Indicado  | [ 11 ] |
| 2019      | Esports Awards      | Streamer do Ano                    | Indicado  | [ 12 ] |
| 2019      | The Game Awards     | Criador de Conteúdo Digital do Ano | Venceu    | [ 13 ] |
| 2020      | 10th Streamy Awards | Live Streamer                      | Indicado  | [ 14 ] |
| 2021      | 11th Streamy Awards | Live Streamer                      | Indicado  | [ 15 ] |
| 2022      | The Streamer Awards | Melhor Streamer FPS                | Indicado  | [ 16 ] |
| 2022      | The Streamer Awards | Gamer do Ano                       | Venceu    | [ 16 ] |
| Fev. 2024 | The Streamer Awards | Gamer do Ano                       | Indicado  | [ 17 ] |
| Dez. 2024 | The Streamer Awards | Melhor Streamer FPS                | Pendente  | [ 18 ] |